# Ramal CC del Ferrocarril Belgrano
El Ramal CC pertenece al Ferrocarril General Belgrano, Argentina.

## Ubicación
Se halla en la Ciudad de Buenos Aires y en las provincias de Buenos Aires, Santa Fe, Córdoba, Catamarca, Santiago del Estero  y Tucumán.

## Características
Es un ramal de la red de trocha angosta del Ferrocarril General Belgrano. Las letras CC hacen referencia a la empresa de capitales británicos que operó este ramal y otras que iban hacia el norte del país, el Ferrocarril Central Córdoba.